# Ернст Райтермаєр
Ернст Райтермаєр (нім. Ernst Reitermaier, 26 грудня 1918 – 4 травня 1993) — австрійський футболіст, що грав на позиції нападника, зокрема, за клуб «Ваккер» (Відень). Зіграв один матч у складі національної збірної Німеччини.

## Клубна кар'єра
З 1937 по 1951 рік грав у складі клубу «Ваккер» (Відень). В 1947 році виграв з командою єдиний у історії титул чемпіона Австрії, забивши 14 м'ячів у 20 матчах. У 1939, 1940, 1941, 1948 і 1951 роках ставав з командою віце-чемпіоном Австрії. 
Згідно з деякими джерелами став найкращим бомбардиром чемпіонату Австрії 1942 року. Згідно з даними сайту austriasoccer.at посів друге місце з 17-ма голами, поступившись на один гол Францу Єлінеку.
Закінчував футбольну кар'єру в клубі «Форвертс» (Штайр).

## Виступи за збірну
У 1939 році зіграв 1 матч за збірну Німеччини проти збірної Словаччини (0:2).

## Досягнення
- Чемпіон Австрії: 1947
- Срібний призер чемпіонату Австрії: 1939, 1940, 1941, 1948, 1951

| Дата       | Місто      | Господарі  | Результат | Гості     | Турнір           | Голи | Примітки |
| ---------- | ---------- | ---------- | --------- | --------- | ---------------- | ---- | -------- |
| 27/08/1939 | Братислава | Словаччина | 2 – 0     | Німеччина | товариський матч | -    |          |
| Усього     |            | Матчів     | 1         |           | Голів            | 0    |          |